# Coupe de France féminine de cyclisme sur route 2021
Cet article traite uniquement de la compétition féminine. Pour les résultats de la compétition masculine, voir Coupe de France de cyclisme sur route 2021.
Navigation
Coupe de France 2020 Coupe de France 2022
La Coupe de France féminine de cyclisme sur route 2021 est la 22e édition de la Coupe de France féminine de cyclisme sur route. La première manche est annulée, en raison de la Pandémie de Covid-19.

## Résultats
| Date         | Course                                        | Vainqueur          | Deuxième                | Troisième                        |
| ------------ | --------------------------------------------- | ------------------ | ----------------------- | -------------------------------- |
| 28 mars      | Boucles Guégonnaises Femmes                   | Épreuve annulée    | Épreuve annulée         | Épreuve annulée                  |
| 29 mai       | Classic Féminine de Vienne Nouvelle-Aquitaine | Valentine Fortin   | Marie-Morgane Le Deunff | Maëva Squiban                    |
| 4 juillet    | Prix de la Ville de Morteau                   | Cédrine Kerbaol    | Morgane Coston          | Noémie Garnier                   |
| 14 juillet   | Chrono 47 (Contre-la-montre par équipes)      | St-Michel-Auber 93 | VC Morteau-Montbenoît   | Team Centre-Val de Loire Féminin |
| 5 septembre  | Mirabelle Classic                             | Morgane Coston     | Anaïs Morichon          | Fiona Mertens                    |
| 26 septembre | Sud Yvelines Féminine                         | Valentine Fortin   | Marie-Morgane Le Deunff | Marie Gielen                     |

## Classement final
|     | Coureuse                          | Points |
| --- | --------------------------------- | ------ |
| 1re | Saint Michel-Auber 93             | 150    |
| 2e  | VC Morteau Montbenoit             | 103    |
| 3e  | Team Elles Pays de la Loire       | 084    |
| 4e  | UVCA Troyes                       | 075    |
| 5e  | Breizh Ladies                     | 061    |
| 6e  | Team Féminin Le Boulou            | 055    |
| 7e  | Team Féminin Auvergne-Rhône-Alpes | 051    |
| 8e  | Team Centre-Val de Loire Féminin  | 038    |